# Persone di cognome Butler
| Questa pagina contiene informazioni ricavate automaticamente dalle voci biografiche con l'ausilio del template Bio e di un bot. L'aggiornamento è periodico e automatico e ricostruisce completamente la pagina. Se manca una persona in questa lista, sei pregato di non aggiungerla, ma accertati piuttosto che la sua voce biografica contenga il template Bio e che i dati anagrafici siano correttamente compilati. Se il template Bio manca, inseriscilo tu stesso o, in alternativa, metti l'avviso {{tmp\|Bio}} che ne segnala la mancanza. Se i dati riportati sono sbagliati, correggi direttamente la voce biografica; le modifiche saranno visibili in questa lista entro pochi giorni. Per chiarimenti vedi il progetto antroponimi. La lista contiene solo le 133 persone che sono citate nell'enciclopedia e per le quali è stato implementato correttamente il template Bio. Pagina aggiornata al 7 mag 2025. |

Questa è una lista di persone presenti nell'enciclopedia che hanno il cognome Butler, suddivise per attività principale.

## Allenatori di calcio(5)
- Andy Butler, allenatore di calcio e ex calciatore inglese (Doncaster, n. 1983)
- Dennis Butler, allenatore di calcio e ex calciatore inglese (Atherton, n. 1944)
- Jeff Butler, allenatore di calcio inglese (n. 1934 - † 2017)
- Paul Butler, allenatore di calcio e ex calciatore irlandese (Manchester, n. 1972)
- Peter Butler, allenatore di calcio e ex calciatore inglese (Halifax, n. 1966)

## Animatori(1)
- Chris Butler, animatore, scrittore e regista cinematografico inglese (n. 1974)

## Arcivescovi cattolici(1)
- Christopher Butler, arcivescovo cattolico e nobile irlandese (Garryricken, n. 1673 - Westcourt, † 1757)

## Astronomi(1)
- R. Paul Butler, astronomo statunitense (San Diego, n. 1960)

## Attiviste(1)
- Josephine Butler, attivista britannica (Milfield, n. 1828 - Wooler, † 1906)

## Attori(9)
- Archie Butler, attore e stuntman statunitense (Contea di Rhea, n. 1911 - Overton, † 1977)
- Austin Butler, attore statunitense (Anaheim, n. 1991)
- Dan Butler, attore statunitense (Huntington, n. 1954)
- Dean Butler, attore e produttore televisivo canadese (Prince George, n. 1956)
- Gerard Butler, attore e produttore cinematografico britannico (Paisley, n. 1969)
- Ross Butler, attore singaporiano (Singapore, n. 1990)
- Tom Butler, attore canadese (Ottawa, n. 1951)
- William J. Butler, attore irlandese (Irlanda, n. 1860 - New York, † 1927)
- William Butler, attore, regista e truccatore statunitense

## Attori pornografici(1)
- Jerry Butler, attore pornografico statunitense (New York, n. 1959 - New York, † 2018)

## Attrici(5)
- Brett Butler, attrice e scrittrice statunitense (Montgomery, n. 1958)
- Kerry Butler, attrice, cantante e doppiatrice statunitense (Brooklyn, n. 1971)
- Sarah Butler, attrice statunitense (Puyallup, n. 1985)
- Yancy Butler, attrice statunitense (Greenwich Village, n. 1970)
- Ruby Dandridge, attrice e conduttrice radiofonica statunitense (Wichita, n. 1900 - Los Angeles, † 1987)

## Bassisti(2)
- Geezer Butler, bassista e compositore britannico (Birmingham, n. 1949)
- Terry Butler, bassista statunitense (Tampa, n. 1967)

## Bobbisti(1)
- Thomas Butler, bobbista statunitense (Saranac Lake, n. 1932 - Florida, † 2019)

## Calciatori(7)
- David Butler, ex calciatore inglese (Wednesbury, n. 1953)
- Geoff Butler, ex calciatore inglese (Middlesbrough, n. 1946)
- Jack Butler, calciatore e allenatore di calcio inglese (Colombo, n. 1894 - † 1961)
- Quincy Butler, calciatore statunitense (Sacramento, n. 2001)
- Steve Butler, ex calciatore inglese (Birmingham, n. 1962)
- Thomas Butler, ex calciatore irlandese (Dublino, n. 1981)
- Billy Butler, calciatore e allenatore di calcio inglese (Atherton, n. 1900 - Durban, † 1966)

## Canottieri(1)
- Everard Butler, canottiere canadese (Toronto, n. 1885 - Bournemouth, † 1958)

## Cantanti(4)
- Eddie Butler, cantante israeliano (Dimona, n. 1971)
- Jason Aalon Butler, cantante e musicista statunitense (Inglewood, n. 1985)
- Joe Butler, cantante, batterista e arpista statunitense (New York, n. 1941)
- Richard Butler, cantante e compositore britannico (Kingston upon Thames, n. 1956)

## Cantautori(1)
- Jonathan Butler, cantautore e chitarrista sudafricano (Città del Capo, n. 1961)

## Cestiste(4)
- Kim Butler, ex cestista statunitense (Tacoma, n. 1982)
- Deanne Butler, ex cestista e allenatrice di pallacanestro australiana (Wangaratta, n. 1981)
- Heather Butler, ex cestista e allenatrice di pallacanestro statunitense (Medina, n. 1991)
- Jennifer Butler, ex cestista statunitense (Brooklyn, n. 1981)

## Cestisti(12)
- Al Butler, cestista statunitense (Rochester, n. 1938 - † 2000)
- Caron Butler, ex cestista e allenatore di pallacanestro statunitense (Racine, n. 1980)
- Charlie Butler, cestista statunitense (Chicago, n. 1920 - Youngstown, † 2014)
- Da'Sean Butler, ex cestista e allenatore di pallacanestro statunitense (Newark, n. 1988)
- Greg Butler, ex cestista statunitense (Inglewood, n. 1966)
- Mike Butler, cestista statunitense (Memphis, n. 1946 - † 2018)
- David Butler, ex cestista statunitense (Washington, n. 1966)
- Jackie Butler, ex cestista statunitense (McComb, n. 1985)
- Jamar Butler, ex cestista statunitense (Lima, n. 1985)
- Jared Butler, cestista statunitense (Reserve, n. 2000)
- Mitchell Butler, ex cestista statunitense (Los Angeles, n. 1970)
- Rasual Butler, cestista statunitense (Filadelfia, n. 1979 - Studio City, † 2018)

## Chimici(1)
- John Alfred Valentine Butler, chimico e fisico inglese (Winchcombe, n. 1899 - † 1977)

## Chitarristi(1)
- Bernard Butler, chitarrista e produttore discografico britannico (Londra, n. 1970)

## Ciclisti su strada(1)
- Chris Butler, ex ciclista su strada statunitense (Hilton Head Island, n. 1988)

## Direttori della fotografia(1)
- Bill Butler, direttore della fotografia statunitense (Cripple Creek, n. 1921 - Los Angeles, † 2023)

## Doppiatori(1)
- Daws Butler, doppiatore statunitense (Toledo, n. 1916 - Culver City, † 1988)

## Entomologi(1)
- Arthur Gardiner Butler, entomologo, aracnologo e ornitologo britannico (Londra, n. 1844 - Beckenham, † 1925)

## Filosofe(1)
- Judith Butler, filosofa statunitense (Cleveland, n. 1956)

## Filosofi(2)
- Joseph Butler, filosofo e teologo inglese (Wantage, n. 1692 - Bath, † 1752)
- Nicholas Murray Butler, filosofo, diplomatico e politico statunitense (Elizabeth, n. 1862 - New York, † 1947)

## Funzionari(2)
- Robin Butler, funzionario inglese (Lytham St Annes, n. 1938)
- Harold Butler, funzionario britannico (Oxford, n. 1883 - Reading, † 1951)

## Generali(4)
- Benjamin Butler, generale, avvocato e politico statunitense (Deerfield, n. 1818 - Washington, † 1893)
- James Butler, I duca di Ormonde, generale britannico (Clerkenwell, n. 1610 - Kingston Lacy, † 1688)
- Richard Butler, generale britannico (n. 1870 - Shawbury, † 1935)
- Smedley Butler, generale statunitense (West Chester, n. 1881 - Filadelfia, † 1940)

## Giocatori di football americano(12)
- Adam Butler, giocatore di football americano statunitense (Duncanville, n. 1994)
- Brice Butler, ex giocatore di football americano statunitense (Norcross, n. 1990)
- Darien Butler, giocatore di football americano statunitense (Compton, n. 2000)
- Donald Butler, giocatore di football americano statunitense (Sacramento, n. 1988)
- Jerry Butler, ex giocatore di football americano statunitense (Ware Shoals, n. 1957)
- Keith Butler, ex giocatore di football americano e allenatore di football americano statunitense (Anniston, n. 1956)
- Kevin Butler, ex giocatore di football americano statunitense (Savannah, n. 1962)
- Malcolm Butler, ex giocatore di football americano statunitense (Vicksburg, n. 1990)
- Matthew Butler, giocatore di football americano statunitense (Fayetteville, n. 1999)
- Mike Butler, ex giocatore di football americano statunitense (Washington, n. 1954)
- Bobby Butler, ex giocatore di football americano statunitense (Delray Beach, n. 1959)
- Deon Butler, ex giocatore di football americano statunitense (Fairfax, n. 1986)

## Giocatori di snooker(1)
- Nat Butler, giocatore di snooker scozzese

## Giornalisti(1)
- Edward Hubert Butler Sr., giornalista statunitense (Le Roy, n. 1850 - Buffalo, † 1914)

## Hockeisti su ghiaccio(1)
- Chris Butler, hockeista su ghiaccio statunitense (St. Louis, n. 1986)

## Insegnanti(1)
- Lee Pierce Butler, docente statunitense (Clarendon Hills, n. 1884 - † 1953)

## Medici(1)
- Robert Neil Butler, medico e psichiatra statunitense (New York, n. 1927 - New York, † 2010)

## Militari(2)
- James Butler, II duca di Ormonde, militare e politico irlandese (Dublino, n. 1665 - Avignone, † 1745)
- William Butler, militare e politico britannico (Golden, n. 1838 - Bansha, † 1910)

## Montatori(1)
- Bill Butler, montatore britannico (Londra, n. 1933 - Sherman Oaks, † 2017)

## Musicisti(2)
- Montagu Christie Butler, musicista e esperantista britannico (Londra, n. 1884 - † 1970)
- William Butler, musicista, polistrumentista e compositore statunitense (The Woodlands, n. 1982)

## Nobildonne(1)
- Eileen Gwladys Butler, nobildonna inglese (n. 1891 - † 1943)

## Nobili(6)
- James Butler, V conte di Ormond, nobile irlandese (n. 1420 - Newcastle upon Tyne, † 1461)
- James Butler, IX conte di Ormond, nobile irlandese (n. 1496 - Holborn, † 1546)
- James Butler, III conte di Ormond, nobile irlandese (Gowran, † 1405)
- Thomas Butler, X conte di Ormond, nobile irlandese (n. 1531 - † 1614)
- Thomas Butler, visconte di Thurles, nobile irlandese (n. 1596 - Skerries, † 1619)
- Walter Butler, XI conte di Ormond, nobile irlandese (n. 1569 - Carrick-on-Suir, † 1633)

## Pallanuotisti(1)
- Frank Butler, pallanuotista sudafricano (Johannesburg, n. 1932 - Howick, † 2015)

## Pallavoliste(1)
- Brionne Butler, pallavolista statunitense (n. 1999)

## Politiche(2)
- Laphonza Butler, politica statunitense (Magnolia, n. 1979)
- Rosemary Butler, politica gallese (Much Wenlock, n. 1943)

## Politici(3)
- Benjamin Franklin Butler, politico statunitense (Kinderhook, n. 1795 - Parigi, † 1858)
- John Butler, II marchese di Ormonde, politico irlandese (n. 1808 - † 1854)
- Piers Butler, VIII conte di Ormond, politico irlandese (n. 1467 - † 1539)

## Presbiteri(1)
- Alban Butler, presbitero, teologo e biografo inglese (Appletree, n. 1710 - Saint-Omer, † 1773)

## Pugili(1)
- Paul Butler, pugile britannico (Ellesmere Port, n. 1988)

## Rapper(2)
- Pimp C, rapper e produttore discografico statunitense (Port Arthur, n. 1973 - Hollywood, † 2007)
- Lil Tracy, rapper e cantante statunitense (Teaneck, n. 1995)

## Registi(3)
- Alexander Butler, regista, attore e sceneggiatore britannico (n. 1869 - † 1959)
- David Butler, regista, attore e produttore cinematografico statunitense (San Francisco, n. 1894 - Arcadia, † 1979)
- Robert Butler, regista statunitense (Los Angeles, n. 1927 - Los Angeles, † 2023)

## Rugbisti a 15(1)
- Eddie Butler, rugbista a 15, giornalista e telecronista sportivo britannico (Newport, n. 1957 - Cusco, † 2022)

## Sceneggiatori(2)
- David Butler, sceneggiatore scozzese (Larkhall, n. 1927 - Londra, † 2006)
- Frank Butler, sceneggiatore, attore e regista statunitense (Oxford, n. 1890 - † 1967)

## Sciatrici alpine(1)
- Lois Butler, sciatrice alpina e aviatrice canadese (Montréal, n. 1897 - Il Pireo, † 1970)

## Scrittori(4)
- Robert Olen Butler, scrittore statunitense (Granite City, n. 1945)
- Samuel Butler, scrittore inglese (Langar, n. 1835 - Londra, † 1902)
- Samuel Butler, scrittore britannico (Strensham, n. 1613 - Londra, † 1680)
- William Allen Butler, scrittore e avvocato statunitense (Albany, n. 1825 - Yonkers, † 1902)

## Scrittrici(1)
- Octavia E. Butler, scrittrice statunitense (Pasadena, n. 1947 - Washington, † 2006)

## Scultori(1)
- Reg Butler, scultore inglese (Buntingford, n. 1913 - Berkhamsted, † 1981)

## Storici(1)
- Rohan Butler, storico e diplomatico statunitense (n. 1917 - † 1996)

## Tiratori di fune(1)
- Thomas Butler, tiratore di fune britannico (n. 1871 - † 1928)

## Velociste(1)
- Aaliyah Butler, velocista statunitense (Fort Lauderdale, n. 2003)

## Velocisti(1)
- Guy Butler, velocista britannico (Harrow, n. 1902 - St Neots, † 1981)

## Vescovi anglicani(1)
- Samuel Butler, vescovo anglicano, filologo classico e pedagogista inglese (Kenilworth, n. 1774 - Shrewsbury, † 1839)

## Youtuber(1)
- Shay Carl, youtuber, imprenditore e attore statunitense (Logan, n. 1980)

## Senza attività specificata(3)
- Emilia van Nassau-Beverweerd, olandese (L'Aia, n. 1635 - Londra, † 1688)
- Greg Butler, effettista statunitense (Suffield, n. 1971)
- Lawrence W. Butler, effettista statunitense (Akron, n. 1908 - Fallbrok, † 1988)